# Kristian Hansen
Kristian Aage Hansen (później nosił nazwisko Bøgesø, ur. 28 stycznia 1895 w Everdrup, zm. 13 czerwca 1955 w Hammer w gminie Næstved) – duński gimnastyk, medalista olimpijski.
W 1920 reprezentował barwy Danii na letnich igrzyskach olimpijskich w Antwerpii, zdobywając srebrny medal w ćwiczeniach z przyrządem drużynowo.